# Coupe Jacques-Brugnon
La Coupe Jacques-Brugnon est le trophée remis aux vainqueurs du double messieurs des Internationaux de France de tennis (Roland-Garros). Elle est nommée ainsi en l'honneur de Jacques Brugnon, ancien joueur français ayant remporté le tournoi de double à 5 reprises.

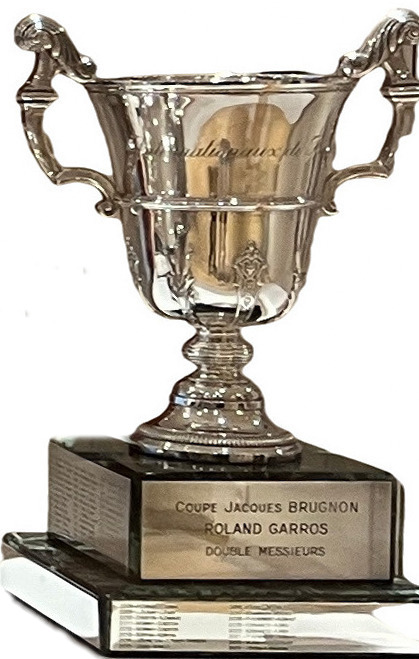
La Coupe Jacques Brugnon.

La coupe actuelle, en argent massif, a été créée en 1989, à la suite d'un appel d'offres de la Fédération française de tennis (FFT) remporté par le joaillier Mellerio dit Meller. Auparavant, les vainqueurs recevaient un plateau rectangulaire. Les tenants du titre actuels sont Marcel Granollers et Horacio Zeballos. Chaque vainqueur remporte une de ses répliques, l'original restant propriété de la FFT et reste exposé au Tenniseum sur le stade Roland Garros.
Son équivalent féminin est la Coupe Simonne-Mathieu.